# Arroyo de León
Arroyo de León es una localidad situada en el Valle de Guadalupe, dentro del municipio de Ensenada, en el estado de Baja California, México.

## Población
Según datos de población, en el año 2020, Arroyo de León contaba con un total de 31 habitantes. A lo largo de los años, la población ha presentado variaciones.

## Cultura Indígena
Arroyo de León tiene una significativa presencia de población indígena kiliwa. En el año 2020, el 100% de la población se identificaba como indígena, y de ellos, el 2% hablaba una lengua indígena. Se destaca el hecho de que todos los habitantes de Arroyo de León que hablaban una lengua indígena también hablaban español.